# FS 691
Die Dampflokomotiven der Gattung FS 691 der Ferrovie dello Stato Italiane (FS) waren Schlepptenderlokomotiven, die für den Schnellzugsdienst verwendet wurden.

## Geschichte
In Anbetracht des wegen der Elektrifizierung nahenden Endes der Dampftraktion auf Hauptstrecken entschieden sich die FS gegen den Neubau einer leistungsfähigen Schnellzuglokomotive. Sie führten stattdessen ein Umbauprojekt für die Lokomotiven der Baureihe FS 690 durch, deren Dampfproduktion ungenügend war. Der Schwachpunkt war die zu kleine Feuerbüchse, weshalb die Lokomotive mit dem Kessel der Baureihe 746 ausgestattet wurde, der eine größere Feuerbüchse mit einer Rostfläche von 4,3 m² hatte. Dadurch stieg die Leistung der Lokomotive von 1450 PS auf 1750 PS an. Die umgebauten Lokomotiven erfüllten die Erwartungen, weshalb die ganze 33 Stück umfassende Serie der Baureihe 690 umgebaut wurde. Die Lokomotiven blieben bis Anfang der 1960er-Jahre in Betrieb. Mit der Nummer 691.011 wurde 1939 der italienischen Geschwindigkeitsrekord für Dampflokomotiven aufgestellt, sie erreichte 150 km/h.
Die Lokomotive im Museo della Scienza e della Tecnologia in Mailand ausgestellt 691.022 ist die einzige erhaltene Lokomotive der Serie. Sie gilt als technisches Kulturdenkmal der Lombardei.

## Technik
Die Lokomotive der Bauart Pacific hat einen Stahlrahmen, der auf einem Fahrwerk mit drei Kuppelachsen, einem vorlaufenden Drehgestell und einer nachlaufenden Bisselachse lagert. Der Antrieb erfolgt durch ein einfach wirkendes Vierzylindertriebwerk. Die Steuerung erfolgt mit Kolbenschiebern, die von einer Walschaerts-Steuerung angetrieben werden. An der Seite des Kessels ist die Westinghouse-Luftpumpe für die Druckluftbremse angebracht.